# Ectemnonotum buxtoni
Ectemnonotum buxtoni är en insektsart som först beskrevs av Butler 1877.  Ectemnonotum buxtoni ingår i släktet Ectemnonotum och familjen spottstritar. Inga underarter finns listade i Catalogue of Life.